# 肯尼迪 (澳大利亞國會選區)
肯尼迪選區（英語：Division of Kennedy），是澳大利亞昆士蘭州的下議院選區，位於該州中北部，以伊薩山為中心城市。面積568,993平方公里。
選區始於1900年，是原始的七十五個聯邦國會選區之一。選區名是紀念探險家愛德蒙·肯尼迪。本區早期是工黨的選區，近年成為凱特黨佔優的選區。2025年大選，自1993年起任當區議員的、2001年起獨立參選、2011年自行組黨的鮑伯·凱特連任成功。